# Pom-pom girl

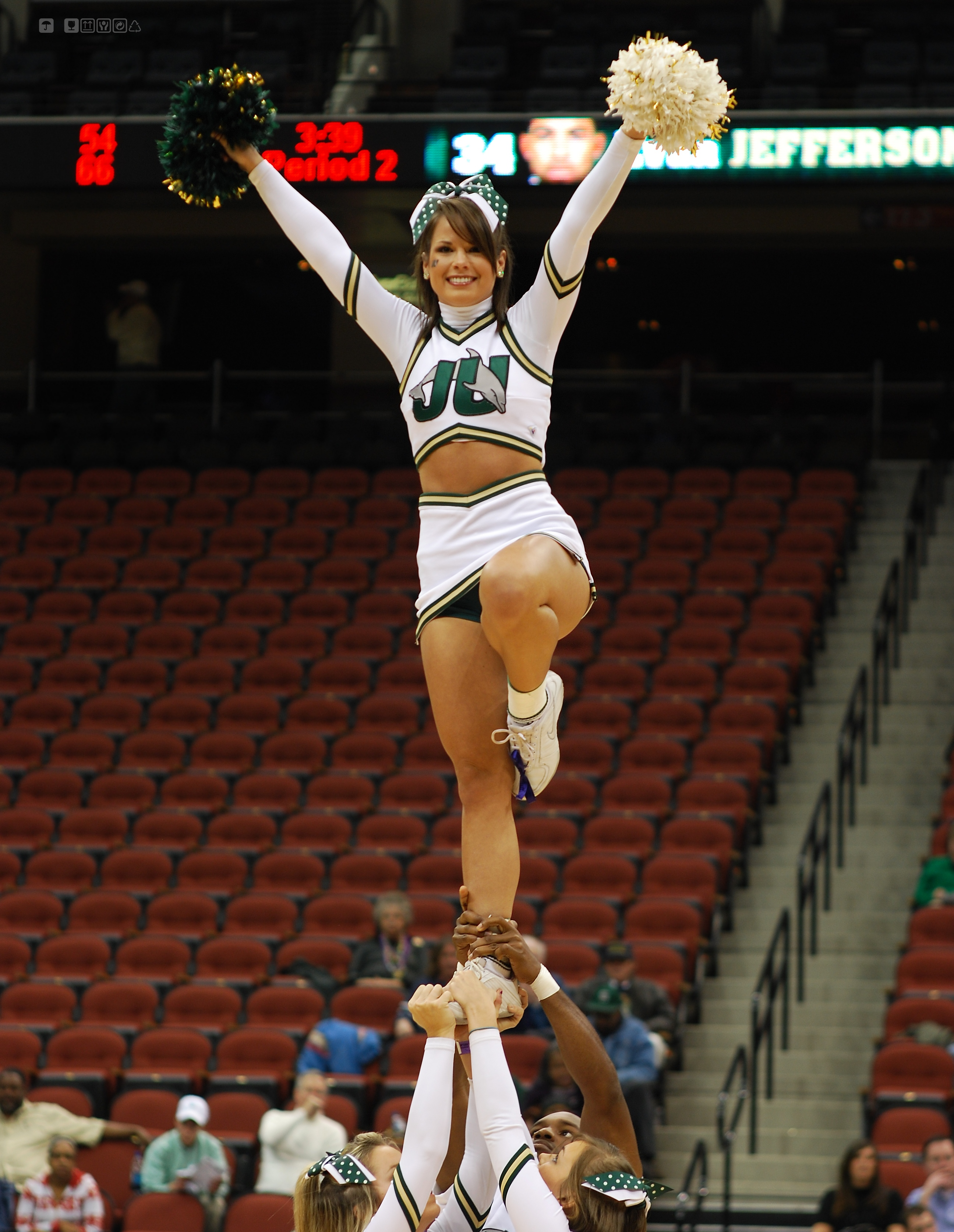
Pom-pom girls de l'université de Jacksonville en Floride exécutant un porté dit ground up ; la voltigeuse fait un liberty.

Pour les articles homonymes, voir Cheerleader (homonymie).
Une pom-pom girl [pɔm pɔm ɡœʁl] , ou meneuse de claque (en anglais : cheerleader [ˈt͡ʃɪɹˌlidɚ] ), est une athlète munie de pompons aux couleurs d'une équipe sportive, participant à un spectacle de chant, de danse et de figures acrobatiques donné pour encourager cette équipe lors d'événements et de championnats sportifs.

## Terminologie
Le terme pom-pom girl est un terme usuel en France. Il vient de l'imaginaire français de la meneuse de claque vêtue d'une jupe courte et souriante. Il s'agit d'une image relativement récente, puisqu'à l'origine, la discipline est exclusivement masculine. Le mot a été popularisé à la fin des années 1970 en France par le film à succès Lâche-moi les baskets (1976), dont le titre original est The Pom Pom Girls, les héroïnes du film ayant choisi ce nom pour nommer leur troupe.
Le terme correspondant en anglo-américain est cheerleader, littéralement traduit par « meneur de claque » en français canadien,.
La discipline sportive en elle-même s'appelle par néo-anglicisme le cheerleading (« la claque »),.

## Histoire

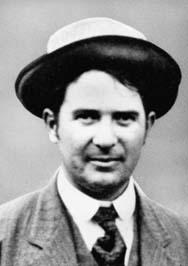
Johnny Campbell, étudiant de l'université du Minnesota, qui à partir de 1899 dirige la claque avec un slogan qui perdure encore aujourd'hui.

Le cheerleading apparaît à la fin du XIXe siècle dans les universités pour hommes du nord-est des États-Unis. Cette activité est pratiquée à l'origine par des hommes blancs encourageant les équipes sportives, notamment de football américain. Les spectateurs se battant avec les autres équipes, les joueurs remplaçants ont cherché à les encadrer en lançant depuis les bancs de touche des encouragements, des slogans destinés à canaliser positivement l'agressivité de la foule.
Le premier slogan enregistré sur un campus américain est Ray, Ray, Ray! TIGER, TIGER, SIS, SIS, SIS! BOOM, BOOM, BOOM! Aaaaah! PRINCETON, PRINCETON, PRINCETON! , répété sur un rythme de locomotive, à l'université de Princeton en 1884.
Quelques années plus tard, Thomas Peebles, un diplômé de Princeton, introduit ce principe à l'université du Minnesota. C'est sur ce campus que naît, le 2 novembre 1898, la claque sportive organisée. Cette année-là, Johnny Campbell, un étudiant de l'université du Minnesota, dirige la foule des supporteurs durant un match de football américain en lançant Rah, Rah, Rah! Sku-u-mar, Hoo-Rah! Hoo-Rah! Varsity! Varsity! Varsity, Minn-e-So-Tah!, slogan devenu notoire et toujours en usage aujourd'hui. Rapidement après ce match, une équipe entièrement masculine composée de six étudiants voit le jour dans cette université.

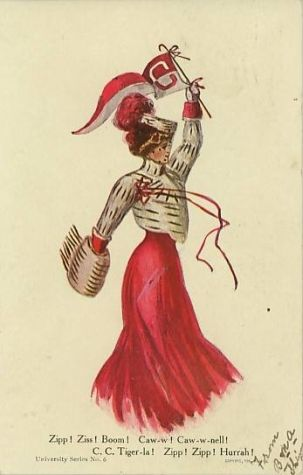
Carte postale représentant une pom-pom girl de l'université Cornell en 1906, avec au bas un slogan apparemment utilisée par les fans de Cornell.

1903 voit la création de la première fraternité (Gamma Sigma) de cheerleaders,. Le 21 octobre 1922, la première card stunts (en) (séquence d'actions planifiées et coordonnées exécutées par un public, dont les membres lèvent des cartes et qui, dans l'ensemble, créent une image reconnaissable) est dirigée par l'étudiant Lindley Bothwell (en) pour encourager l'équipe de football américain des Trojans de l'université du Sud de la Californie,.
Les femmes sont autorisées à intégrer les équipes de cheerleaders de l'université du Minnesota à partir de 1923 mais cela prendra plus de temps dans les autres universités. À la fin des années 1920, de nombreux journaux et périodiques scolaires utilisaient les termes « gars », « camarades » et « hommes » comme synonymes de cheerleader. Ce sont les cheerleaders de l'université du Minnesota qui commencent à ajouter des mouvements de gymnastique et d'acrobatie à leurs encouragements.
Les pom-pom girls seront négligées jusqu'aux années 1940 mais seront davantage présentes le long des terrains de sport à la suite de la Seconde Guerre mondiale, de nombreux jeunes universitaires étant amenés à rejoindre les corps d'armée. Pour citer Kieran Scott : « Girls really took over for the first time. » (Les filles ont pris le relais pour la première fois.).
En 1948, un ancien cheerleader de la Southern Methodist University de la ville de Dallas au Texas, Lawrence « Herkie » Herkimer fonde la National Cheerleaders Association (NCA). En 1949, le NCA organise son premier colloque comportant cinquante-deux femmes à Huntsville au Texas. Herkie fut à l’origine de quelques innovations dans le domaine : il crée une entreprise réalisant des uniformes spécifiques, il invente le mouvement de danse dénommé herkie et crée le Spirit Stick.
Au cours des années 1950, le nombre de pom-pom girls continue de croître et dans les années 1970, elles sont majoritaires.
Un article de 1955 explique que dans les grandes universités, « les groupes de cheerleading étaient parfois mixtes » tandis que dans les facultés de moindre importance, « les garçons pouvant généralement être intégrés dans les disciplines sportives, le cheerleading était devenu une activité uniquement féminine ». La claque sportive est présente à presque tous les niveaux scolaires à travers les États-Unis,.
En 1965, Fred Gastoff invente le pompon en vinyle qui est intégré dans les compétitions par le World Cheerleading Association (WCA). Les compétitions apparaissent à la suite de la naissance en 1967 des classements Top Ten College Cheerleading Squads et Cheerleader All America.
Dans les années 1960, les équipes de la National Football League (NFL) créent des troupes professionnelles de pom-pom girls. Les Baltimore Colts (maintenant Indianapolis Colts) sont la première équipe à le faire. Pendant la saison sportive 1972-1973, ce sont les Dallas Cowboys Cheerleaders qui sont sous les feux des projecteurs grâce à leur tenue sexy (chemise moulante, go-go boots (en), jupe raccourcie en minishort) et à leur danse sophistiquée (sur une chorégraphie de Broadway de Texie Waterman, engagée par Tex Schramm (en), le président des Dallas Cowboys) mais ce n’est que lors du Super Bowl X de 1976 qu’elles deviendront connues de tout le pays et qu'elles seront à l'origine du mythe des pom-pom girls sulfureuses à la poitrine généreuse, au regard aguicheur et à la danse lascive.

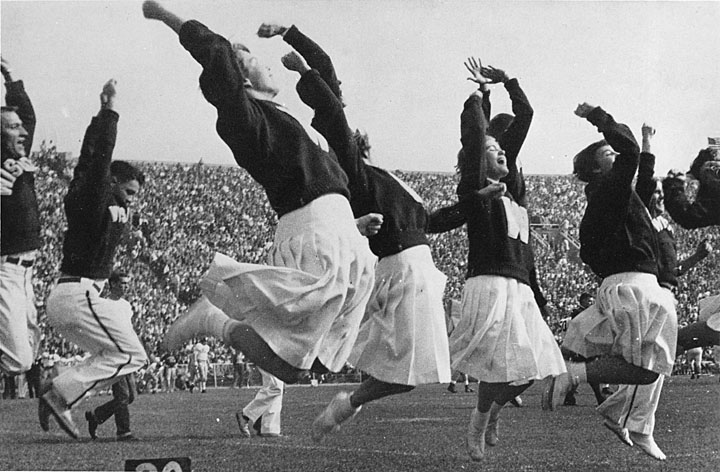
Équipe mixte de cheerleaders de l'université du Wisconsin à Madison en 1948.

En 1978, l'activité est diffusée pour la première fois à la télévision lors d’une émission sur CBS présentant un championnat,.

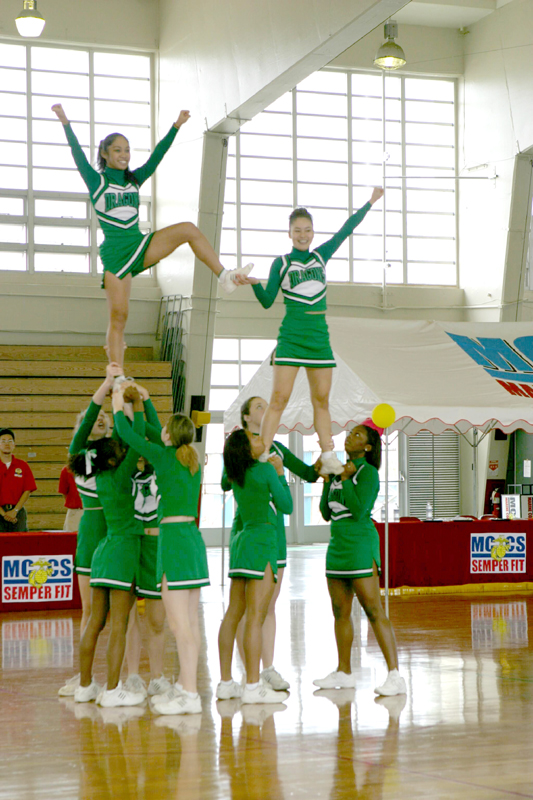
Pom-pom girls s’échauffant avant une compétition. Parfois elles font des tours humaines.

Les années 1980 voient apparaître des figures spectaculaires (quasiment des cascades) chez les danseuses. ESPN diffuse pour la première fois la National High School Cheerleading Competition à travers tout le pays en 1983. Des organisations comme l’American Association of Cheerleading Coaches and Advisors (AACCA) appliquent des normes de sécurité afin de diminuer le nombre grandissant de blessures résultant de l'adoption de figures périlleuses. En 2003, le National Council for Spirit Safety and Education (NCSSE) est créé pour donner des cours de sécurité aux entraîneurs des écoles. Le NCAA demande d’ailleurs que les entraîneurs suivent obligatoirement des cours de sécurité de niveau national. Les programmes de cours de la NCSSE et de l'AACCA sont tous deux reconnus par la NCAA.
Aujourd'hui, la pratique est étroitement associée au football américain et au basket-ball. Les sports comme le football, le hockey sur glace, le volley-ball, le baseball utilisent plus rarement une troupe de pom-pom girls. L’équipe de baseball Florida Marlins a été la première équipe à disposer de sa propre troupe de pom-pom girls. Débutant en 2003, les Marlin Mermaids ne feront pas école en MLB. Seuls les Cardinals de Saint-Louis disposent depuis 2008 de pom-pom girls, la Team Fredbird. La Tomahawk Team des Braves d'Atlanta présente également certaines similitudes avec les pom-pom girls, mais sans jupes ni pompons.
On estime la proportion de femmes chez les cheerleaders à 97 % mais les hommes sont néanmoins bien représentés dans les équipes pour aider les pom-pom girls à réaliser certaines figures acrobatiques nécessitant plus de force.
Actuellement, les pom-pom girls sont décrites davantage comme des troupes professionnelles de danse que comme des troupes de supportrices s’époumonant pour leur équipe sportive. Bien que l'activité des pom-pom girls se soit étendue dans le monde entier, elles restent des icônes de la culture populaire américaine qui incarnent l’hyper féminité, le glamour et l'enthousiasme. Cet archétype représente encore l'Amérique dans ce qu'elle a de meilleur mais aussi de pire, véhiculant jusqu'à aujourd'hui le stéréotype usé de pom-pom girls décervelées, de petites garces dévergondées aguichant les supporteurs, et ce malgré la mutation de cette activité entamée dans les années 1980 et sa professionnalisation, comme l'atteste la diffusion télévisée de ses championnats nationaux par le réseau sportif de télévision ESPN depuis 1983 ou l’apparition d’agents de cheerleaders.
Pour la France, c'est en 1934 que le club français de sport féminin, le Fémina Sport, crée une section de 64 « Girls ».

## Les pom-pom girls aux États-Unis

### Écoles sponsorisées

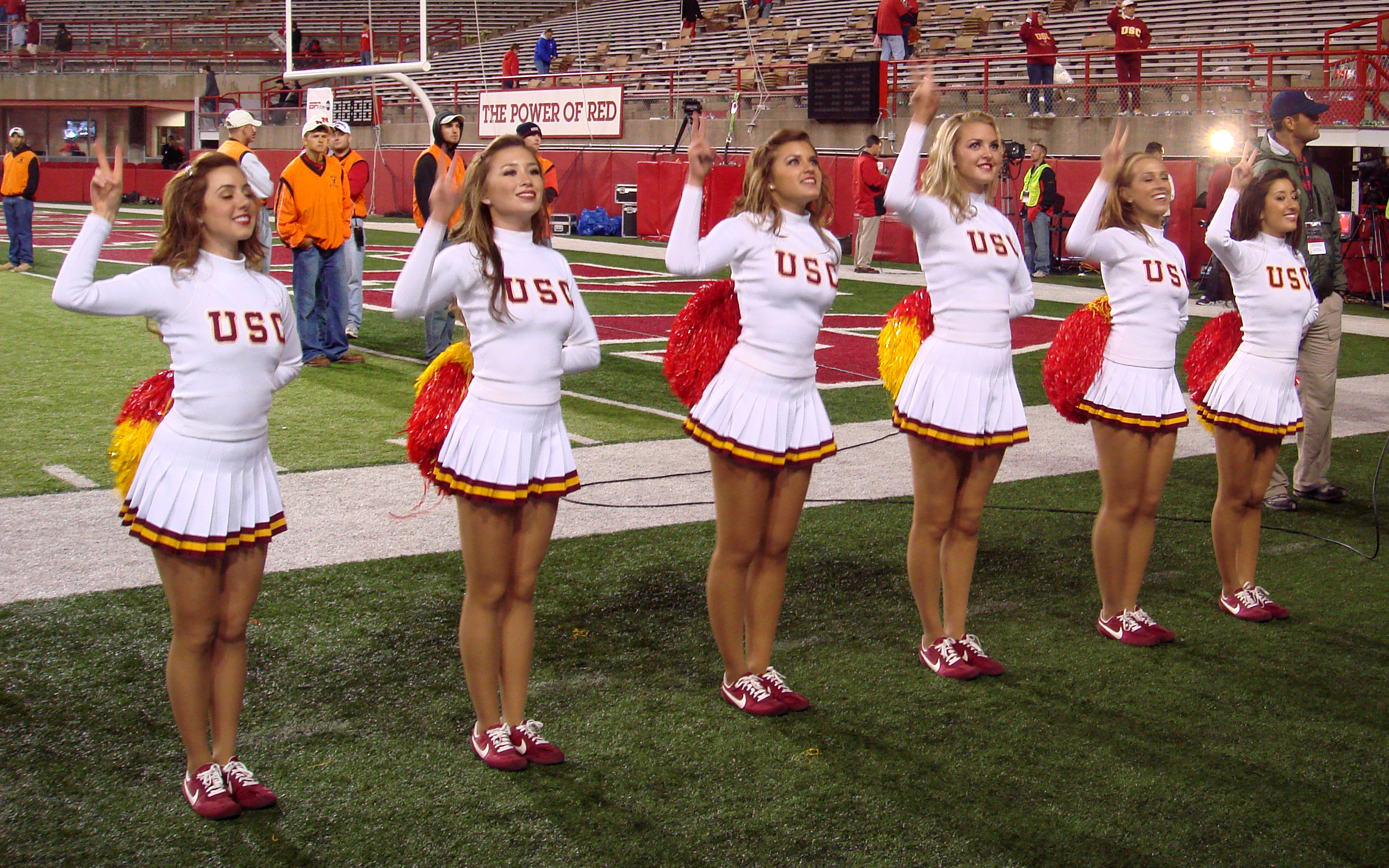
Les pom-pom girls de l'université du Sud de la Californie (2007)

La plupart des écoles secondaires et des universités américaines disposent d’équipes de cheerleading composées d’étudiants. Des facilités d’enseignement sont par ailleurs accordées aux étudiants dans les écoles où les cheerleaders participent à des compétitions (locales, régionales ou nationales). Leur objectif principal reste cependant d'encourager leur école lors d'événements sportifs tout en sollicitant les encouragements et la participation du public. Pour améliorer la synchronisation et la symbiose au sein des équipes, des camps d'entraînements peuvent être organisés au printemps et en été, avant le début de la saison.

### Ligue mineure
Plusieurs organismes qui sponsorisent les ligues amateurs de football américain ou de basket-ball parrainent également des équipes de pom-pom girls.

### Ligue professionnelle (All-Star)

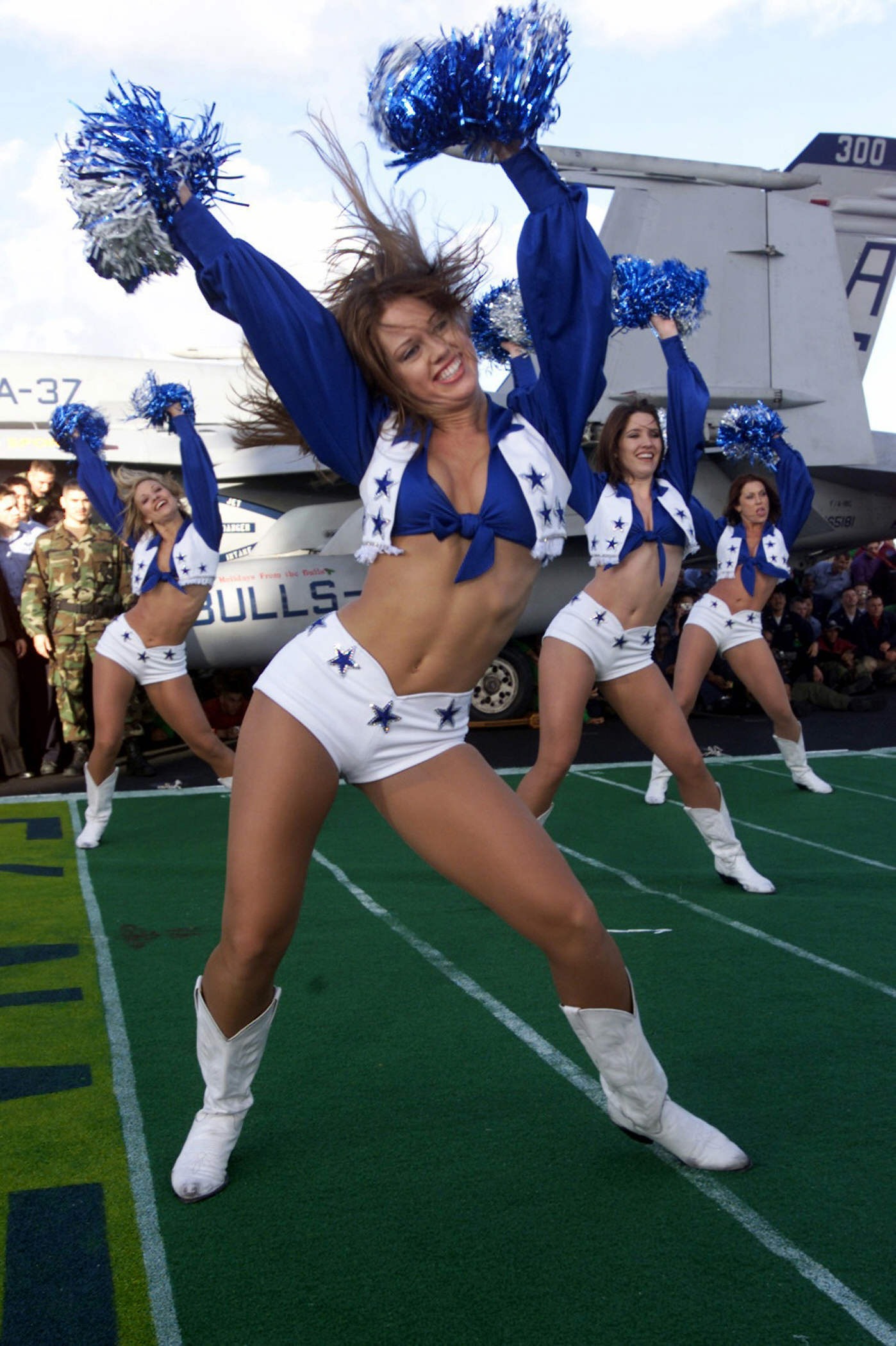
Pom-pom girls des Cowboys de Dallas

Au début des années 1980, des équipes de pom-pom girls non liées à des équipes sportives ou à des écoles et dont le seul but était de participer à des compétitions de pom-pom girls commencent à apparaître. La première équipe « All Stars », fondée en 1982 par Hilda McDaniel, est la Q94 Rockers de Richmond en Virginie. Les équipes All-star d’avant 1987 œuvraient dans les mêmes divisions que les équipes liées à une école ou à une équipe de sport. En 1986, la National Cheerleaders Association (NCA) décide de lancer dès 1987 une division nommée All-Star propre à ces équipes. De plus en plus d’équipes de ce type seront créées à la faveur d'une augmentation de leur popularité. Ces équipes étaient parrainées par différents organismes ou par des sociétés privées et avaient leurs propres règles. Il s'ensuit une baisse des règles de sécurité pour les athlètes en raison de la présence d’entraîneurs peu qualifiés et d’équipes inexpérimentées essayant de réaliser des figures dangereuses.
L’USASF est créée en 2003 par les équipes pour normaliser les règles au niveau national. Dans le même but, une organisation nationale des entraîneurs du nom de National All Star Cheerleading Coaches Congress (NACCC) est créée pour responsabiliser les entraîneurs.
En 2005, la NACCC est incorporée à l’USASF pour renforcer l’application de leurs règles. Fin 2006, l'USASF s’emploie à créer une fédération internationale nommée International All-Star Federation (IASF). Les équipes reconnues par l’USASF comptent de six à trente-six membres des deux sexes.
Les équipes s’entraînent toute l’année et le nombre annuel de compétitions est d’environ dix-huit par an même si le chiffre varie d’une équipe à l’autre. Une prestation dure jusqu'à 2 minutes et demie. Durant ce temps limité, l’équipe réalise une chorégraphie bien définie composée de danses, de sauts et d’acrobaties exécutés sur un air de musique choisi par l’équipe.
Comme en gymnastique, les juges surveillent le synchronisme des mouvements de l’ensemble des participantes de l’équipe. Les mouvements illicites sont interdits pour des raisons de sécurité visant à empêcher l’escalade dans la difficulté des figures. Les juges donnent des points en fonction de la difficulté des figures (permises) réalisées, de la créativité, de la précision des figures, etc.
Toutes les pom-pom girls All-Star appartiennent à des divisions différentes en fonction de leur âge, de la taille de leur équipe et de leur niveau de compétence. Les niveaux d’âge varient de 4 à 18 ans. Les noms des niveaux de l’IASF sont, du plus petit au plus grand : Tiny, Mini, Youth, Junior, Junior International, Junior Coed, Senior, Senior coed, Open International et Open. Les équipes appartenant aux divisions Open peuvent se composer de membres de plus de dix-huit ans. Des divisions mixtes existent aussi et sont appelées Co-Ed.
Lorsqu'une équipe se place suffisamment haut dans le classement des compétitions nationales, elle peut rejoindre la Fédération nationale des États-Unis et entrer en compétition contre des équipes d’autres pays.

## Les pom-pom girls au Québec
Au Québec, la première association de cheerleading a vu le jour en 1968 dans l’ouest de l’Ile de Montréal avec l’Association de North-Shore (aujourd’hui North-Shore Extreme). Une association provinciale, qui s’est formée dans les années 1980 et se nommait l’Association québécoise des meneuses de claques (AQMC), inaugure l’organisation de compétitions provinciales. Au fil des années, l’AQMC devient la CPC (Commission provinciale de cheerleading) . C’est en 2003 que l’Association des cheerleaders du Québec (ACQ) voit le jour. Celle-cit travaille très fort afin de faire reconnaître le cheerleading comme sport au Québec. La Fédération de cheerleading du Québec (FCQ) voit le jour en août 2007 et le cheerleading est désormais reconnu officiellement comme sport auprès du Ministère du loisir et de l’éducation. La FCQ compte aujourd’hui 7 500 membres tant dans les divisions scolaires que civiles. Elle organise chaque année son championnat provincial de cheerleading. La FCQ propose aussi des cours de formation pour les entraîneurs et des camps d’entraînement pour que les cheerleaders puissent développer leurs techniques. La Fédération se préoccupe énormément de la sécurité des jeunes et oblige les équipes à avoir au moins un entraîneur certifié pour pouvoir participer au championnat provincial. La FCQ impose une réglementation stricte quant à la pratique du sport et s’arrime aux règlements de l'USASF (United States All Star Federation).

## Polémiques sur le sexisme
Alors que ce sport était au début du XXe siècle uniquement masculin, on estime aujourd'hui aux États-Unis qu'il y a 97 % de pom-pom girls pour 3 % de pom-pom boys. Les spectacles sont parfois accusés de sexisme, comme celui des pom-pom girls du Spartak à Saint-Pétersbourg en Russie le 5 mai 2019 lors du préambule au 2e match de la finale du championnat de Russie de basket.
Pendant la saison 2018/2019, les équipes de basket de la NBA ont peu à peu remplacé leurs équipes féminines de pom-pom girls par des équipes mixtes. C'est le cas des Dallas Mavericks, des Cavaliers de Cleveland, des Raptors de Toronto ou des Spurs de San Antonio. Les défenseurs et les détracteurs des pom-pom girls se renvoient l'accusation de sexisme. Riley Knoxx est la première pom-pom girl ouvertement transgenre à participer à un spectacle de la mi-temps lors du match de basketball du championnat des Wizards de Washington de la NBA en mars 2020.

## Culture populaire

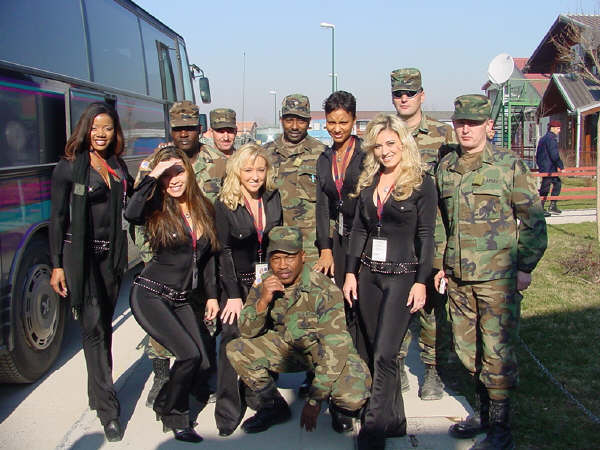
Pom-pom girls posant avec des militaires américains en Bosnie

Dans les productions cinématographiques ou télévisuelles, le cliché habituel représente les pom-pom girls comme des jeunes femmes superficielles, généralement blondes, stupides et prêtes à tout pour être les meilleures. Néanmoins, beaucoup de jeunes femmes américaines deviennent pom-pom girl lors de leurs études. C'est ainsi que plusieurs célébrités américaines féminines et masculines sont d'anciens cheerleaders. Citons ainsi Fergie, Madonna, Kirk Douglas, Paula Abdul, Meryl Streep, Steve Martin, Halle Berry, Sandra Bullock, Cameron Diaz, Reese Witherspoon, Miley Cyrus, Hayden Panettiere, Dianna Agron, etc.. Les origines masculines de cette activité montrent qu'elle associe le prestige au pouvoir : « si vous étiez capable de contrôler le public pendant un match, alors vous aviez les atouts pour devenir capitaine d’industrie » ou homme politique. Ronald Reagan, Franklin D. Roosevelt, Dwight D. Eisenhower, George W. Bush ont été ainsi cheerleaders.
En 1994, le magazine American Cheerleader, le premier magazine spécialisé dans le domaine, voit le jour. En 2008, il existait déjà huit magazines. Ce sport est devenu au fil des ans une véritable industrie et sa pratique demande des investissements en temps et en argent assez importants.

### Cinéma et télévision
La popularité croissante des pom-pom girls à la fin du XXe siècle a engendré l'apparition de films et d'émissions sur le sujet.
En 1999, Jamie Babbit réalise un film sans tabou, But I'm a Cheerleader, mettant en scène une pom-pom girl lesbienne.
En 2000, le film American Girls (Bring It On) raconte l'histoire d'une équipe de pom-pom girls de San Diego qui concourt pour remporter un championnat national. Le rôle principal du film est interprété par Kirsten Dunst. Le film fut un succès et les recettes se montent à environ 70 millions de dollars. Le film connaît une première suite en 2003 (American Girls 2) et une seconde en 2006 (American Girls 3) et enfin une quatrième American Girls 4 sortie en salle aux États-Unis le 18 décembre 2007. En 2006, Hayden Panettiere, l'actrice principale d'American Girls 3, interprète à nouveau un rôle de pom-pom girl dans la série de télévision Heroes.

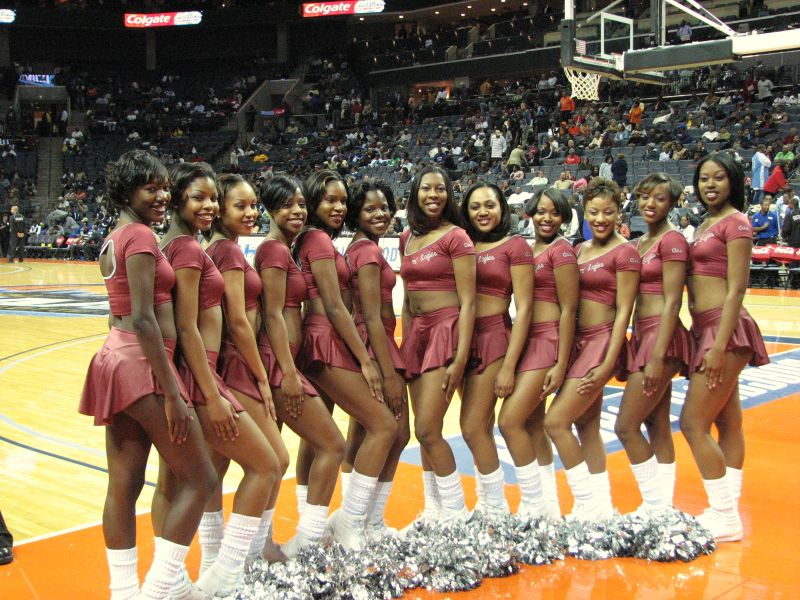
Pom-pom girls de la NCCU.

En 2001, une comédie du nom de Bad Girls (Sugar and Spice) avec Marla Sokoloff met en avant des pom-pom girls. Citons également le film Cheerleader Camp (1987) qui voit un tueur en série éliminer les pom-pom girls en formation d'un camp d'entraînement. Dans le film The Swinging Cheerleaders (1974), un journaliste intègre secrètement une équipe de pom-pom girls pour en faire un article. Dans le film The Cheerleaders (1973), les pom-pom girls passent la nuit d'avant match avec les adversaires de leur équipe de football américain pour que ceux-ci perdent leurs moyens le jour du match.
En 2009, dans la série américaine Glee, trois des personnages principaux pratiquent le cheerleading sous la férule de leur entraîneur Sue Sylvester : Quinn Fabray, capitaine de l'équipe, Santana Lopez et Britanny S. Pierce. Élèves les plus appréciées de leur école, elles bénéficient de privilèges comme les séances de coiffure et de manucure.
En 2010, la série Hellcats, basée sur un livre, met en vedette Alyson Michalka et Ashley Tisdale, mais ne dure qu'une seule saison.

### Jeux vidéo
iNiS a réalisé pour la console Nintendo DS plusieurs jeux vidéo dont le but consiste à encourager d'autres personnes en criant pour que celles-ci parviennent à réaliser ce qu'elles ont à faire. Il s'agit de la série Osu! Tatakae! Ōendan, où l'on joue des équipes, principalement masculines, d'ōendan, équivalents des cheerleaders dans la culture japonaise. La version occidentale s'appelle Elite Beat Agents.
Bandai Namco Games a produit We Cheer développé par Machatin, Land Ho distribué par 505 Games en Europe et We Cheer 2 développé par Bandai Namco Games, pour la console Wii de Nintendo, qui consistent à diriger sa troupe de pom-pom girls en déplaçant la manette et le nunchuck selon les mouvements. Sur le même principe et la même console, All-Star Cheer Squad ajoute la Wii Balance Board, jeu aussi disponible pour la Nintendo DS.
Let's Cheer, produit par 2K Play pour la Xbox 360 avec Kinect de Microsoft, est similaire à la populaire série Just Dance.